# Fernando Solanas
Fernando Ezequiel Solanas, Pino Solanas (ur. 16 lutego 1936 w Olivos, zm. 6 listopada 2020 w Paryżu) – argentyński reżyser, scenarzysta, producent i operator filmowy, również polityk lewicowy.

## Działalność artystyczna
W 1962 wyreżyserował swój pierwszy krótkometrażowy film, a sześć lat później zadebiutował filmem dokumentalnym Gorący czas, poświęconym tematyce neokolonializmu i przemocy w Ameryce Łacińskiej. Współpracował m.in. z kompozytorem Astorem Piazzollą. Był jednym z liderów Grupo Cine Liberación, która zrewolucjonizowała kino argentyńskie w latach 70. XX wieku oraz wraz z Octavio Getino autorem ważnego dla estetyki „trzeciego kina” manifestu Towards the Third Cinema.
Laureat wielu prestiżowych nagród m.in. Nagrody Specjalnej Jury na 42. MFF w Wenecji za film Tanga dla Gardela (1985), Złotej Palmy dla najlepszego reżysera na 41. MFF w Cannes za film Południe (1988) i Honorowego Złotego Niedźwiedzia za całokształt twórczości, którego otrzymał na 54. MFF w Berlinie (2004). Członek jury konkursu głównego na 43. (1986) i 49. MFF w Wenecji (1992).

## Działalność polityczna
W latach 70. zaangażował się również w działalność polityczną, wspierając początkowo Juana Peróna. Z powodu zagrożenia przez prawicowe bojówki (Triple A), które zamordowały jednego z jego aktorów, a jego samego usiłowały porwać, wyemigrował w 1976 do Paryża, skąd po siedmiu latach powrócił do kraju.
Kontynuował kręcenie filmów o wymowie politycznej. Był zagorzałym krytykiem prezydenta Carlosa Menema. 21 maja 1991, trzy dni po wystąpieniu przeciw Menemowi został kilkukrotnie postrzelony. W 1992 został senatorem z Buenos Aires, otrzymując 7% głosów. Rok później został wybrany do argentyńskiej Izby Deputowanych z listy lewicowej partii Frente Grande, której szeregi opuścił po krótkim czasie.
W 2007 kandydował na prezydenta Argentyny z listy ruchu Proyecto Sur, opartego na partii Partido Socialista Auténtico, zdobywając 1,6% głosów. W 2009 został ponownie wybrany deputowanym z listy Proyecto Sur, zdobywając w Buenos Aires 24,2% głosów.

## Filmografia

### Reżyser
Solanas wyreżyserował następujące filmy: 
- Seguir andando (1962) krótkometrażowy
- Reflexión ciudadana (1963) krótkometrażowy
- La hora de los hornos: Notas y testimonios sobre el neocolonialismo, la violencia y la liberación – Gorący czas (1968) dokumentalny – czas: 4.20'
- Argentina, Mayo de 1969: los caminos de la liberación (1969)
- Perón: actualización política y doctrinaria para la toma del poder (1971) dokumentalny – 2.20'
- Perón, la revolución justicialista (1971) dokumentalny – 3.00'
- Los hijos de fierro (1978) dramat polityczny – 2.14'
- Le regard des autres (1980) dokumentalny – 1.40'
- El exilio de Gardel (Tangos) – Tango dla Gardela (1985) musical – 1.59'
- Sur – Południe (1988) dramat obyczajowy – 2.07'
- El viaje – Podróż (1992) dramat obyczajowy – 2.22'
- La nube – Chmura (1998) dramat obyczajowy – 1.56'
- Afrodita, el sabor del amor (2001)
- Memoria del saqueo (2004) dokumentalny – 2.00'
- La dignidad de los nadies (2005) dokumentalny – 2.00'
- Argentina latente (2007) dokumentalny – 2.00'
- La próxima estación (2008) dokumentalny – 1.55'
- Tierra sublevada: Oro impuro (2009) dokumentalny – 1.32'
- Tierra sublevada: Oro negro (2011) dokumentalny – 1.47'
- La guerra del fracking (2013) dokumentalny – 1.25'
- El legado estratégico de Juan Perón (2016) dokumentalny – 1.43'
- A Journey to the Fumigated Towns (2018) dokumentalny – 1.37'
- Tres a la deriva (2020, post-produkcja) dokumentalny

### Producent
- El camino hacia la muerte del viejo Reales (1971) dokumentalny – 1.30'
- Que sea ley (2019) dokumentalny – 1.22'

### Aktor
- El hombre que vio al Mesías (1959) krótkometrażowy
- Sin memoria (1961) krótkometrażowy
- Dar la cara (1962) obyczajowy – 1.50'
- La nube – Chmura (1998) dramat obyczajowy – 1.56'